# Всемирная ассоциация выставочной индустрии
Всемирная ассоциация выставочной индустрии (UFI, фр. l'Union des foires internationales) — действующая по всему миру отраслевая организация выставочной индустрии, охватывающая международные и национальные ассоциации в области выставочной индустрии, а также их партнеров.
Ассоциация была основана в 1925 году.
Главный офис расположен в Париже. Региональные офисы есть также в Гонконге и в Шардже, третьем по величине городе Объединенных Арабских Эмиратов.
UFI объединяет 684 члена-организации в 239 городах в 85 странах на 6 континентах. 
В совокупности члены Всемирной организации выставочной индустрии (UFI) организуют каждый год свыше 4500 профильных мероприятий, которые привлекают более 1 млн экспонентов и 150 млн посетителей. 
Она наделяет знаком качества свыше 827 выставок и экспозиций, организуемых её членами. 